# Anker Jørgensen
Anker Henrik Jørgensen (Kopenhagen, 13 juli 1922 – aldaar, 20 maart 2016) was een Deens politicus namens de Socialdemokraterne, de Deense sociaaldemocraten. Hij was onder meer jarenlang partijleider-partijvoorzitter en tweemaal eerste minister.

## Carrière
Jørgensen werd in 1964 voor de eerste keer in het Folketing verkozen, het Deense parlement. Van 1968 tot 1972 leidde hij de Specialarbejderforbundet i Danmark (SiD), een tegenwoordig niet meer bestaande vakbond die in 2004 is opgegaan in de in dat jaar opgerichte Fagligt Fælles Forbund. In 1972 werd hij eerste minister van een minderheidsregering die alleen bestond uit zijn eigen Socialdemokraterne. Nadat hij het jaar daarop al het veld had moeten ruimen voor de liberaal Poul Hartling, werd hij in 1975 opnieuw premier van een ditmaal uit de Socialdemokraterne en het liberale Venstre bestaande regering. In 1978 was hij twee maanden ook minister van Buitenlandse Zaken. Deze coalitie duurde tot 1979, daarna regeerde hij tot 1982 alleen met zijn eigen partij. Vanwege onzekere parlementaire verhoudingen gaf hij toen het premierschap op. Vijf jaar later beëindigde hij ook het partijleiderschap.
Jørgensen gold als een krachtdadig premier. Tijdens zijn regering werd Denemarken in 1973 lid van de Europese Unie en werd de verzorgingsstaat verder uitgebouwd. Dit veroorzaakte grote begrotingstekorten die door omvangrijke staatsleningen moesten worden gedekt. Daardoor liep de staatsschuld flink op.
Anker Jørgensen bezocht in 1990 Saddam Hoessein in Irak. Hoessein gebruikte Anker om de wereld te laten zien dat hij niet kwaadwillend was ten opzichte van een groep Deense gijzelaars. Na dit bezoek werd aan hen in twee groepen vrijheid geschonken. De eerste groep reisde, samen met Anker Jørgensen, diezelfde dag nog terug naar Denemarken. Anker Jørgensen heeft zich hierna niet meer uitgelaten over de Golfoorlog van 1990-1991.
- Bibliothèque nationale de France: cb13191254b (data)
- Gemeinsame Normdatei: 119007347
- International Standard Name Identifier: 0000 0000 5196 3801
- Library of Congress Control Number: n82075550
- MusicBrainz: e69db915-3ec4-4785-9265-a1f4c6e5821d
- LIBRIS: 192123
- Système universitaire de documentation: 035464836
- Virtual International Authority File: 73994177
- WorldCat: E39PBJwxFqdvRQfkPyRGRvw3cP